# 여성 소설상
여성 소설상(Women's Prize for Fiction, 이전 후원자 이름: Orange Prize for Fiction(1996~2006 및 2009~2012), Orange Broadband Prize for Fiction(2007~08), Baileys Women's Prize for Fiction(2014~2017))은 미국의 여성상 중 하나이다. 킹덤의 가장 권위 있는 문학상으로 전년도에 영국에서 출판된 최고의 원작 장편 소설에 대해 매년 모든 국적의 여성 작가에게 수여된다. 이는 2023년에 시작되었다.